# Sankt Nikolai katolska församling, Ystad
Sankt Nikolai katolska församling är en romersk-katolsk församling i Ystad i Skåne. Församlingen tillhör Stockholms katolska stift.
Våren 1983 bildades en katolsk förening i Ystad. Först tillhörde man Vår Frälsares församling i Malmö för att senare tillhöra Sankta Maria i Rosengård katolska församling. År 1986 påbörjades bygget av Sankt Nikolai katolska kyrka. Den invigdes söndagen den 23 april 1989 av biskop Hubertus Brandenburg.
Den 1 oktober 1988 bildades Sankt Nikolai Katolska Församling med Pater Teodor Famula, OMI som första kyrkoherde. Församlingen har tagit sitt namn efter den Nikolaikyrka från medeltiden som ännu 1572 fanns kvar vid Stora Östergatan.